# Pępawa Jacquina

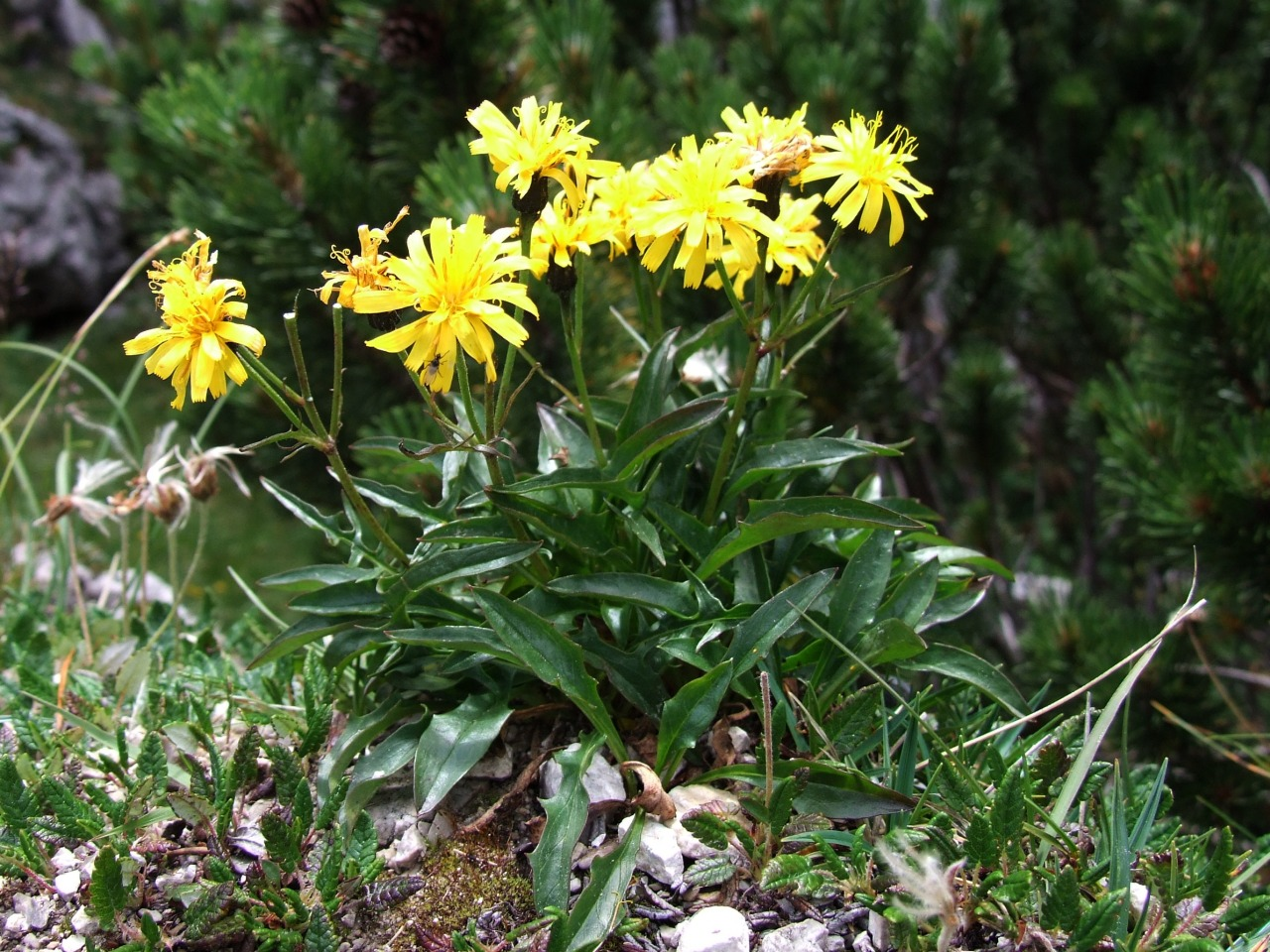

Pępawa Jacquina (Crepis jacquinii Tausch) – gatunek rośliny należący do rodziny astrowatych. Występuje w górach środkowej Europy. W Polsce jest dość częsta w Tatrach, poza nimi znana jest z jednego tylko stanowiska w Małych Pieninach (na Smolegowej Skale).

## Morfologia
ŁodygaWzniesiona, naga, rozgałęziona na 2–5 gałązek, sztywna, o wysokości 5–30 cm. Pod ziemią ukośne kłącze.
LiścieOdziomkowe są lancetowate i całobrzegie lub odlegle zatokowo ząbkowane i wyrastają na długich ogonkach. Liście łodygowe są małe, zatokowowrębne lub pierzastodzielne, złożone z równowąskich, ostro zakończonych odcinków i są siedzące lub krótkoogonkowe. Wszystkie liście są nagie.
KwiatyJasnożółte, zebrane w pojedyncze koszyczki na szczytach odgałęzień łodygi. Koszyczki wyrastają na zgrubiałych, czarnych szypułach tworząc luźny podbaldach. Okrywa szara lub czarna, długości 10–12 mm, miękko owłosiona. Puch kielichowy żółtawy. Wszystkie kwiaty są obupłciowe, języczkowe.
Owoc10-żeberkowe, o długości do 4 mm niełupki, zaopatrzone w żółtawy puch kielichowy.

## Biologia i ekologia
- Bylina, hemikryptofit. Kwitnie od lipca do sierpnia. Nasiona rozsiewane są przez wiatr. Siedlisko: skały wapienne. W Tatrach występuje od regla dolnego po piętro halne, głównie w piętrze kosodrzewiny i piętrze halnym[5]. Gatunek charakterystyczny dla Ass. Caricetum firmae[8].
- Wyróżnia się dwa podgatunki[9]:
  - Crepis jacquinii subsp. jacquinii – podgatunek typowy będący endemitem karpackim i alpejskim,
  - Crepis jacquinii subsp. kerneri (Rech.f.) Merxm. – podgatunek występujący także na Bałkanach.

## Nazewnictwo
Nazwa rodzajowa pochodzi od greckiego słowa krepis oznaczającego podłoże, podstawę; niektóre gatunki pępaw posiadają bowiem przytulone do podłoża liście różyczkowe. Natomiast nazwę gatunkową nadano dla uczczenia znanego botanika Nikolausa von Jacquina.